# Max Domi
Maxwell Johannes Domi más conocido como Max Domi (nacido el 2 de marzo de 1995) es un jugador canadiense de hockey sobre hielo. Actualmente juega para los Toronto Maple Leafs de la Liga Nacional de Hockey (NHL). Nació en Winnipeg, Manitoba y creció en Toronto, Ontario. Su padre Tie Domi también jugó en la NHL durante 16 años.

## Carrera
Antes de jugar en la NHL, Domi jugó 1 temporada con los St. Michael's Buzzers de la Ontario Junior Hockey League (OJHL) y 4 temporadas con los London Knights de la Ontario Hockey League (OHL). El 23 de septiembre de 2011, Domi hizo su debut en OHL. Hizo un hat-trick y una asistencia en una victoria 8-0 sobre el Saginaw Spirit. Ayudó a los Caballeros a ganar el Campeonato OHL en 2012 y también ganó una medalla de bronce con el Equipo de Ontario en el Desafío Mundial de Hockey Sub-17 de 2012.
Domi ganó una medalla de oro con el Equipo de Canadá en el Torneo Conmemorativo Ivan Hlinka 2012. Ayudó a los Caballeros a ganar su segundo Campeonato OHL consecutivo y ganó el oro con el Equipo de Canadá en el Campeonato Mundial Juvenil de Hockey sobre Hielo 2015. Fue nombrado mejor delantero del torneo.
Fue reclutado 12º en la general por los coyotes de Phoenix en el Borrador de Entrada de la NHL de 2013. Firmó un contrato de nivel de entrada de tres años con los coyotes el 14 de julio de 2013. El 10 de octubre de 2015, Domi hizo su debut en la NHL y anotó su primer gol en la NHL en una victoria por 4-1 sobre los Kings de Los Ángeles.

## Vida personal
Domi fue diagnosticado con diabetes tipo 1. Lleva la camiseta número 16 en homenaje a Bobby Clarke, un jugador de hockey que también tenía la enfermedad.

## Otros sitios web
- Ficha en hockeydb.com

- Datos: Q13581451
- Multimedia: Max Domi / Q13581451